# Iracionalno število
Iracionálno števílo je v matematiki po definiciji vsako realno število, ki ga ni moč zapisati v obliki ulomka a/b, kjer bi bila a in b celi števili in b različno od 0. Števila, ki se dajo zapisati kot ulomek z naštetimi omejitvami so racionalna števila. Med iracionalna števila spada veliko števil, ki jih matematik ali uporabnik matematike uporablja vsak dan: π, e, log 2, {\displaystyle {\sqrt {2}}} (kvadratni koren števila 2), ... 
Pri teoretičnih izpeljavah iracionalnost ne moti preveč; pri računanju pa je treba uporabiti kak racionalni približek. Največkrat je to desetiški ulomek: π ~ 3,14159 = 314.159/100.000. Za število π so že v davnini našli bolj pripravne racionalne približke (glej članek o številu π). 
Vse naštete množice števil (realna, racionalna, iracionalna) imajo neskončno veliko članov. Vendar je razlika: množica racionalnih števil je števno neskončna, množica realnih števil pa je neštevna. Da se dokazati, da je možno vsa racionalna števila primerjati z zaporedjem naravnih števil (1, 2, 3, ...) tako, da se vsakemu racionalnemu številu pripiše zaporedno lego. Torej se da racionalna števila »prešteti«. V nadaljevanju se dokaže ( Arhivirano 2006-09-13 na Wayback Machine.), da je množica vseh realnih števil neštevna. Torej je množica iracionalnih števil, razlika med realnimi in racionalnimi števili, neštevna. 
Iracionalna števila, čeprav malo znana v običajnem življenju, niso redkost. Jih je celo »veliko več« kot naravnih števil oziroma racionalnih števil.

## Algebrska in transcendentna iracionalna števila
Iracionalna števila, ki so rešitve kakšnega polinoma s celimi (racionalnimi) koeficienti, so tudi algebrska števila. Množica algebrskih (iracionalnih števil) je števna. Vsa iracionalna števila, ki niso algebrska, so transcendentna, tako da so vsa trancendentna števila hkrati tudi iracionalna. Na primer: {\displaystyle e^{a}\!\,} in {\displaystyle \pi ^{a}\!\,} so iracionalna (in transcendentna) pri algebrskem (racionalnem) {\displaystyle a\neq 0}. Takšno je tudi {\displaystyle e^{\pi }\!\,}.
Ker je množica iracionalnih števil neštevna, je neštevno mnogo tudi transcendentnih števil. Ker množica algebrski števil tvori obseg, se lahko veliko iracionalnih števil skonstruira s kombinacijo trancendentnih in algebrskih. Na primer: {\displaystyle 3\pi +2\!\,}, {\displaystyle \pi +{\sqrt {2}}\!\,} in {\displaystyle e{\sqrt {3}}\!\,}, so iracionalna (in tudi trancendentna).